# Massimo Giudice
Massimo Giudice (Salerno, 15 aprile 1967) è un allenatore di hockey su pista ed ex hockeista su pista italiano.
Nel 2020 è responsabile tecnico del settore “Hockey Pista” ed allenatore della squadra senior della società C.H. Roller Salerno, Commissario Tecnico della Nazionale Italiana Femminile HP e Consigliere Federale FISR.
Durante la sua carriera di giocatore è stato un attaccante di buon livello, ha vestito le maglie delle due squadre della sua città, l'Hockey Club Salerno e il Roller Salerno.
Con l’Hockey Club Salerno percorre tutta la trafila, dagli inizi a soli 4 anni, tutte le categorie giovanili sia nella specialità “Corsa” che “Hockey Pista”, fino ad approdare a soli 14 anni in prima squadra dove raggiunge la promozione dalla serie B alla serie A2 e successivamente alla serie A1.
Con l’Hockey Club Salerno e poi con la Roller Salerno ha segnato una quantità industriale di reti, gli anni più prolifici sono il …….. dove totalizza 47 reti in serie A2 e l’anno successivo dove ne totalizza …… in serie A1, anni dove, in questi campionati militavano squadre gloriose con campioni che hanno contraddistinto un’epoca e stampato pagine indelebili di questo sport.
Sempre con le casacche salernitane si è qualificato ed ha partecipato a varie edizioni di Coppe Europee (Coppa CERS e Coppa Campioni). Con la maglia granata della Roller Salerno ha raggiunto la Finale di Coppa Italia nel 1998.
Da giocatore è sempre stato un gran trascinatore che sapeva trasmettere al gruppo il proprio temperamento, per questo ben presto (1998) a soli 31 anni ha scelto la carriera di allenatore e, sempre a Salerno, ha condotto un'ambiziosa società sino alla Champions League.
Nella sua stagione migliore, il 2003/04, il Roller Salerno raggiunse la semifinale di Champions League e il terzo posto in Campionato. Suo il merito di aver scoperto e lanciato Valerio Antezza, uno dei migliori attaccanti italiani degli ultimi anni.
Nel suo ultimo anno a Salerno ha condotto la squadra alla salvezza, dopodiché la società è stata travolta da una crisi economica ed è dovuta ripartire dal campionato di Serie B.
È approdato così nell'ottobre 2007 alla guida dell'Hockey Bassano 54. Nell'anno 2012 ha vinto la coppa CERS con Hockey Bassano.
Nel 2014 lascia Bassano e torna al sud allenando in serie A1 la gloriosa società AFP Giovinazzo.
Nel 2015 sceglie di tornare a casa dove continua ad allenare la squadra senior della Roller Salerno e segue da vicino tutto il settore giovanile.
Nel 2016, a 49 anni viene eletto, con il 77% delle preferenze, Consigliere Federale Tecnico della Federazione Italiana Hockey e Pattinaggio per il quadriennio 2016-2020.